# District d'Anuppur
Le district d'Anuppur  (hindi : अनूपपुर जिला) est un district  de l'État du Madhya Pradesh, en Inde.

## Géographie
Au recensement de 2011, sa population compte 749 521 habitants.
Son chef-lieu est la ville de Anuppur. 